# Sri-lankische Cricket-Nationalmannschaft in Australien in der Saison 2007/08
Die Tour der sri-lankischen Cricket-Nationalmannschaft nach Australien in der Saison 2007/08 fand vom 8. bis zum 20. November 2007 statt. Die internationale Cricket-Tour war Bestandteil der Internationalen Cricket-Saison 2007/08 und umfasste zwei Tests. Australien gewann die Serie 2–0.

## Vorgeschichte
Australien bestritt zuvor eine Tour in Indien, Sri Lanka gegen England. Das letzte Aufeinandertreffen der beiden Mannschaften bei einer Tour fand in der Saison 2004 in Australien statt.

## Stadien
Für die Tour wurden folgende Stadien als Austragungsorte vorgesehen und am 19. April 2007 bekanntgegeben.
| Stadion        | Stadt    | Kapazität | Spiele  |
| -------------- | -------- | --------- | ------- |
| The Gabba      | Brisbane | 42.000    | 1. Test |
| Bellerive Oval | Hobart   | 20.000    | 2. Test |

## Kaderlisten
Sri Lanka benannte seinen Kader am 5. Oktober 2007.
Australien benannte seinen Kader am 1. November 2007.
| Test | Test |
| Australien | Sri Lanka |
| --- | --- |
| - Ricky Ponting (K) - Stuart Clark - Michael Clarke - Adam Gilchrist (wk) - Matthew Hayden - Ben Hilfenhaus - Brad Hogg - Michael Hussey - Phil Jaques - Mitchell Johnson - Brett Lee - Stuart MacGill - Andrew Symonds - Shaun Tait | - Mahela Jayawardene (K) - Marvan Atapattu - Malinga Bandara - Sujeewa de Silva - Dilhara Fernando - Sanath Jayasuriya - Prasanna Jayawardene (wk) - Farveez Maharoof - Lasith Malinga - Jehan Mubarak - Muttiah Muralitharan - Thilan Samaraweera - Kumar Sangakkara (wk) - Chamara Silva - Upul Tharanga - Chaminda Vaas - Michael Vandort - Chanaka Welegedara |

## Tour Matches
| 27. – 29. Oktober Scorecard | Adelaide | Sri Lankans 368-6d (96.2) & 125-3 (36) | – | CA Chairman’s XI 409 (122.2) |
|                             |          | Remis                                  |   |                              |

| 2. – 4. November Scorecard | Brisbane | Sri Lankans 210-9d (63.2) & 226 (73.5) | – | Queensland 295 (79.2) & 142-6 (37.1) |
|                            |          | Queensland gewinnt mit 4 Wickets       |   |                                      |

## Tests

### Erster Test in Brisbane
| 8. – 12. November Scorecard | Brisbane | Australien 551-4d (151)                          | – | Sri Lanka 211 (81.5) & 300 (99.2) (f/o) |
|                             |          | Australien gewinnt mit einem Innings und 40 Runs |   |                                         |

### Zweiter Test in Hobart
| 16. – 20. November Scorecard | Hobart | Australien 542-5 (139) & 210-2d (46) | – | Sri Lanka 246 (81.2) & 410 (104.3) |
|                              |        | Australien gewinnt mit 96 Runs       |   |                                    |

## Statistiken
Die folgenden Cricketstatistiken wurden bei dieser Tour erzielt.
| Tests                | Tests      | Tests   | Tests   | Tests   | Tests   | Tests   | Tests   | Tests   |
| Batting              | Batting    | Batting | Batting | Batting | Batting | Batting | Batting | Batting |
| Spieler              | Mannschaft | Spiele  | Innings | Runs    | Average | HS      | 100s    | 50s     |
| -------------------- | ---------- | ------- | ------- | ------- | ------- | ------- | ------- | ------- |
| Phil Jaques          | Australien | 2       | 3       | 318     | 106,00  | 150     | 2       | 1       |
| Michael Hussey       | Australien | 2       | 3       | 299     | 149,50  | 133     | 2       | 0       |
| Kumar Sangakkara     | Sri Lanka  | 1       | 2       | 249     | 124,50  | 192     | 1       | 1       |
| Michael Clarke       | Australien | 1       | 2       | 216     | 216,00  | 145*    | 1       | 1       |
| Marvan Atapattu      | Sri Lanka  | 2       | 4       | 172     | 43,00   | 80      | 0       | 2       |
| Bowling              |            |         |         |         |         |         |         |         |
| Spieler              | Mannschaft | Spiele  | Overs   | Wickets | Average | BBI     | 5W      | 10W     |
| Brett Lee            | Australien | 2       | 94.4    | 16      | 17,56   | 4/26    | 0       | 0       |
| Mitchell Johnson     | Australien | 2       | 82      | 8       | 30,12   | 3/101   | 0       | 0       |
| Stuart Clark         | Australien | 2       | 78.2    | 7       | 36,57   | 2/32    | 0       | 0       |
| Stuart MacGill       | Australien | 2       | 95      | 5       | 65,20   | 2/81    | 0       | 0       |
| Muttiah Muralitharan | Sri Lanka  | 2       | 116     | 4       | 100,00  | 2/170   | 0       | 0       |

## Player of the Series
Als Player of the Series wurden die folgenden Spieler ausgezeichnet.
| Serie | Player of the Series |
| ----- | -------------------- |
| Test  | Brett Lee            |

### Player of the Match
Als Player of the Match wurden die folgenden Spieler ausgezeichnet.
| Spiel   | Player of the Match |
| ------- | ------------------- |
| 1. Test | Brett Lee           |
| 2. Test | Brett Lee           |